# Josefino de Allende
Josefino de Allende es una localidad del estado mexicano de Jalisco. Es parte del municipio de Jesús María.

## Toponimia
El nombre «Allende» rinde homenaje a Ignacio Allende, héroe de la Independencia de México.

## Demografía
| Gráfica de evolución demográfica |
|                                  |

| Censo | Población |
| ----- | --------- |
| 1921  | 331       |
| 1930  | 319       |
| 1940  | 413       |
| 1950  | 606       |
| 1960  | 895       |
| 1970  | 1 001     |
| 1980  | 1 355     |
| 1990  | 1 660     |
| 2000  | 1 727     |
| 2010  | 1 618     |
| 2020  | 1 812     |